# Gaston Anglade
Gaston Vincent Anglade (n. 29 septembrie 1854, Bordeaux, Franța – d. 1 ianuarie 1931, Le Raincy, Seine-et-Oise, Franța) a fost un pictor impresionist francez cunoscut pentru scenele sale pastorale din Dordogne, Pirinei și Alsacia.
Anglade s-a născut la Bordeaux și a lucrat la Paris și Dordogne. A studiat cu Léon Germain Pelouse (1838–1891) și și-a creat reputația cu picturi cu peisaje cu mai multe straturi, încețoșate, într-un stil similar cu cel al lui William Didier-Pouget.
Numărul mare de peisaje similare pe care le-a pictat, în special dealuri în mai multe culori din regiunea Meuse și Creuze a contribuit probabil la o atenție relativ redusă acordată lucrărilor sale bine executate. În ultimii ani, însă, lucrările sale au atras un interes considerabil mai mare.